# Aralaguppe, Tiptur
Aralaguppe là một làng thuộc tehsil Tiptur, huyện Tumkur, bang Karnataka, Ấn Độ.